# Mark Rowland
Pour les articles homonymes, voir Rowland.
Mark Robert Rowland  (né le 7 mars 1963 à Watersfield, Angleterre) est un athlète britannique, spécialiste du 3 000 mètres steeple.

## Biographie
Mark Rowland se révèle durant la saison 1988 en remportant la médaille de bronze du 3 000 m steeple lors des Jeux olympiques de Séoul. Devancé par les Kényans Julius Kariyuki et Peter Koech, le Britannique établit en 8 min 07 s 96 la meilleure performance de sa carrière sur le steeple. Deux ans plus tard, à Split, Mark Rowland monte sur la deuxième marche du podium des Championnats d'Europe où il est devancé au sprint par l'Italien Francesco Panetta. 

### Palmarès
| Date | Compétition                    | Lieu         | Place | Temps           |
| ---- | ------------------------------ | ------------ | ----- | --------------- |
| 1987 | Championnats d'Europe en salle | Liévin       | 4e    | 3 000 m         |
| 1987 | Championnats du monde en salle | Indianapolis | 4e    | 3 000 m         |
| 1988 | Jeux olympiques                | Séoul        | 3e    | 3 000 m steeple |
| 1990 | Jeux du Commonwealth           | Édimbourg    | 7e    | 5 000 m         |
| 1990 | Championnats d'Europe          | Split        | 2e    | 3 000 m steeple |
| 1994 | Championnats d'Europe          | Helsinki     | 4e    | 3 000 m steeple |

### Records
| Épreuve              | Performance   | Lieu  | Date              |
| -------------------- | ------------- | ----- | ----------------- |
| 3 000 mètres steeple | 8 min 07 s 96 | Séoul | 30 septembre 1988 |